# Yasmine Chouikh
Pour les articles homonymes, voir Chouikh.
Yasmine Chouikh, née en 1982 en Algérie, est une journaliste et réalisatrice. Elle est notamment connu pour avoir réalisé le film primé Jusqu'à la fin des temps.

## Biographie
Yasmine Chouikh est la fille de Mohamed Chouikh et Yamina Bachir-Chouikh, tous deux cinéastes. Selon elle, cette ascendance lui vaut d'être davantage jugée quand elle travaille. Elle se forme à la réalisation en étant, à 14 ans, assistante sur d'autres films,. Elle effectue également des études de psychologie.
Dans les années 2000, elle présente ses premiers films, des courts métrages. En 2007, elle est en parallèle critique de cinéma sur Canal Algérie, avant de se lancer dans la réalisation d'un long métrage dans les années 2010. Elle fait partie d'une nouvelle génération, avec Karim Moussaoui, Hassen Ferhani, Lamine Ammar-Khodja, etc., désireuse de relancer les créations cinématographiques algériennes, après la décennie noire,.
En 2018, ce premier long-métrage Jusqu'à la fin des temps reçoit l'Annad d'or du festival d'Annaba du film méditerranéen et le Khanjar d'or de la meilleure réalisation au Festival international du film de Mascate. En 2019, il obtient le prix du meilleur premier film au Festival panafricain du cinéma et de la télévision de Ouagadougou.

## Filmographie

### Actrice
- 1989 : La citadelle, de Mohamed Chouikh
- 2004 : Hamlet of women, de Mohamed Chouik

### Courts métrages
- 2006 : El bab

- 2010 : El djinn

### Longs métrages
- 2017 : Jusqu'à la fin des temps.
- 2022 : Hami Essahraa